# Курячий суп
Курячий суп — суп з курки, звареної на повільному вогні у воді, як правило, з різними доповненнями: до бульйону можуть додаватися шматочки курки, овочів, макаронні вироби (локшина), зернові культури, такі як рис або ячмінь та інші інгредієнти.

## Історія
З давніх-давен вважалося, що курячий бульйон має загальнозміцнюючу дію, його рекомендували хворим, передбачалося, що рідкі продукти легше перетравлювати. Давньогрецький військовий лікар Діоскорид, що жив у I столітті н. е., в своїх збірках рецептів лікарських препаратів «De Materia Medica» висловлювався в тому числі і про курячий суп. Корисним для хворих вважав курячий бульйон Авіценна , а в XII столітті єврейський філософ, богослов і лікар Маймонід писав, що «курячий суп ... рекомендується як відмінне харчування, а також як ліки ».
Віра в лікарські властивості курячого супу перекочувала і в західні кулінарні традиції. Зокрема, курячий суп особливим чином пов'язаний з єврейською кухнею. Так, у Східній Європі євреї варили курку по п'ятницях, а з отриманого бульйону готували суп на тиждень, який в тому числі використовувався як відновлюючий засіб. Одна з сучасних народних назв супу - «єврейський пеніцилін».
Рецепти курячого супу публікувалися вже в перших друкованих кулінарних книгах, наприклад, в книзі «Про благородне задоволенні і здоров'я» Платини («De honesta voluptate et valetudine», 1470). У Новому Світі курячий суп стали варити, починаючи з XVI століття.

## Властивості та склад
Відповідно до сучасних досліджень, курячий суп може надавати заспокійливу та протизапальну дію на застуджених. Однак жодне з проведених досліджень не виявило до кінця, чи дійсно зміни (зокрема, в крові) в результаті споживання курячого супу роблять значущий вплив на людей з симптомами простудного захворювання.
Хімічний склад курячого супу вивчений мало, він може значно змінюватися в залежності від способу приготування. Однак віра в цілющі властивості курячого супу отримала деякі наукові докази: дослідженнями в складі супу на додаток до білку та вітамінів був виявлений пептид, який позитивно впливає на здоров'я.
У супі міститься холестерин, але є мало свідчень появи ефекту гіперліпідемії при вживанні курячого супу в помірних кількостях».